# N777 (België)
De N777 is een gewestweg in de Belgische provincie Limburg. Deze weg vormt de verbinding tussen Kortessem en Hoepertingen.
De totale lengte van de N777 bedraagt ongeveer 9 kilometer.

## Plaatsen langs de N777
- Kortessem
- Wellen
- Herten
- Berlingen
- Hoepertingen